# Principio fonémico
El principio fonémico es una teoría desarrollada por Jesús Mosterín que postula una correspondencia biunívoca entre fonemas y grafemas, esto significa que para cada un sonido hay solo una letra que lo represente. Según Mosterín, este principio debería gobernar todas las escrituras fonográficas, es por tanto, el principio que facilita el mecanismo de la lectura y de la escritura, poniéndolas al alcance de todo el mundo.
Según el principio fonémico, una propiedad fundamental de las lenguas humanas es la existencia de dos niveles de análisis, por una parte tenemos secuencias de sonidos con significado, y por otro lado, sonidos que de por sí no tienen significado. Estos últimos se les denomina como sonidos contrastivos, son los fonemas. Los grafemas son la representación gráfica de esos sonidos, los fonemas, y son representados mediante letras, y con este principio fonémico se establece la relación entre estas dos. La ausencia del principio fonémico da lugar a las poligrafías, las cuales ocasionan la poligrafemia del castellano. Por ejemplo, hoy, el fonema [x] es representado por varias letras: el grafema "j" y el grafema "g" cuando está delante de las vocales "e" e "i".

## Restricciones
El principio fonémico se matiza en dos aparentes restricciones: la transdialectal y la semántica.
La restricción transdialectal implica que dada la no uniformidad dialectal del sistema fonológico (y teniendo en cuenta que la ortografía debe ser homogénea para todos los hablantes), ciertos "escribientes" han de seguir las pautas ortográficas dictadas por una modalidad distinta de la propia, esto ocurre con seseantes y ceceantes en la lengua española, los cuales están obligados a seguir observando la distinción entre s y z o c.
La otra restricción es la de carácter semántico: en este caso el principio fonémico se habría de inmolar, toda vez que, en ocasiones, el que haya dos grafías para un mismo fonema puede representar un efecto desambiguador (baca y vaca). Sin embargo, esta segunda restricción es escasamente defendible, pues los casos son excepcionales y poco representativos en las que la ortografía patográfica desambigua los significados. Además, el contexto es otro elemento que evita la ambigüedad.

## Desviaciones

### La Poligrafemia de los fonemas
La poligrafemia es la desviación patográfica del principio fonémico, que consiste en representar el mismo fonema de la lengua mediante varios fonogramas distintos de la escritura. Esto dificulta extraordinariamente la escritura, sobre todo si es irregular y ofrece numerosas soluciones distintas, como ocurre actualmente en el francés y del inglés, que obligan a sobrecargar la memoria con miles de formas gráficas distintas. En inglés, tenemos un ejemplo con el fonema /k/ obtenemos diferentes fonogramas como k, c, ck, cc o ch.

### Polifonía de los grafemas
Esta desviación se manifiesta en la polifonía de ciertos fonogramas. Un fonograma es una letra o secuencia de letras que transcribe algún fonema. Si el fonograma transcribe un solo fonema, se da la monofonía, que es lo exigido por el principio fonémico, si transcribe fonemas distintos, se da entonces la polifonía. Así, como la poligrafemia de los fonemas dificulta la escritura, la polifonía de los grafemas dificulta la lectura. Se da una dificultad máxima si la polifonía es irregular, y es relativamente menor si hay reglas que la regulan en función del contexto. Así, la polifonía del fonograma italiano c está regulada por una regla contextual: si la letra c está seguida de vocal a, o, u o de consonante, se pronuncia /k/; si está seguida de e o i y no está precedida de s, entonces se pronuncia /c/.

### Homografía de morfemas heterófonos
Este es el hecho de que la escritura representa gráficamente del mismo modo morfemas distintos que, además, se pronuncian de distinta manera, se manifiestan en el habla mediante secuencias distintas de fonemas, son heterófonos. Esto significa que, son distintos en el habla, pero idénticos en la escritura. Esto se da principalmente en el inglés, donde vemos secuencias fónicas distintas como /rid/ o /red/ y una secuencia gráfica idéntica, que es read. /lid/ o led/ con la secuencia gráfica lead, en las cuales también vemos significados distintos, /lid/: conducir y /led/: plomo.

### Heterografía de morfemas uniformes
Esta consiste precisamente en introducir diferencias en la escritura que no correspondan a nada lingüísticamente relevante, ni respecto a la pronunciación ,ni respecto al significado. Así por ejemplo, la poligrafía del fonema italiano /g/ en la escritura italiana tradicional obliga a representar el mismo morfema de lago de modo distinto en singular y en plural: a /lágo/ - /lagi/ corresponden lago - lagbi. Lo mismo ocurre con el verbo pagare (pagar) el cual tiene dos primeras personas del indicativo con /págo/ - /pági/, y que se escribe pago y pagbi.